# Wittum
Wittum (lateinisch Vidualitium), Widum, Widdum, Witthum oder Wedem ist ein Begriff aus der mittelalterlichen Rechtssprache. Das Wort „widum“ und „wittum“ leitet sich von derselben Wurzel her wie „widmen“; Widum und Wittum bezeichnet also ein „gewidmetes Gut“, in Tirol und Südtirol heute noch gebraucht als Bezeichnung für einen Pfarrhof. Im deutschen, mittelalterlichen Recht wurde damit auch die Witwenversorgung aus dem Nachlass genannt, da auch diese „gewidmete Güter“ waren; die Verknüpfung des Wortes Widum mit Witwe (und die daraus resultierende Schreibweise mit tt anstelle von d) ist eine Volksetymologie.

## Versorgungsleistung bei der Eheschließung
Der Begriff bezeichnete zunächst den vom Bräutigam an den Geschlechtsvormund der Braut zu bezahlenden Kaufpreis (Brautgeld), den Mundschatz, respektive das vom Brautvater mitgegebene Brautgeld, die Mitgift, dann auch eine von Seiten des Mannes zu Gunsten des Unterhaltes seiner Ehefrau getroffene Fürsorge für den Fall, dass sie einmal Witwe werden sollte, das Leibgedinge.
Ursprünglich bestand das Wittum nur aus Fahrnis, auch Mobilien, Mobiliarwittum genannt. Später wurde es zur Immobilie, die durch eine Urkunde übereignet wurde. Das Wittum wurde mehr und mehr der Morgengabe ähnlich, ja trat an ihre Stelle, bis schließlich Wittum und Morgengabe nicht mehr klar zu trennen waren. Das Wittum wurde also die Versorgung der Witwen, da es lebenslang in ihrem Besitz blieb. Es war häufig gesetzlich festgeschrieben.
Adelige Familien, die ihre weiblichen Mitglieder in Klöstern oder Frauenstiften unterbrachten, statteten diese bisweilen mit „Widumshöfen“ aus. Um die adeligen Nonnen oder Stiftsdamen von jeglicher Arbeit zu befreien, erhielten die Klöster Höfe mitsamt Leibeigenen zur Versorgung der Damen. In diesem Zusammenhang hat sich der Begriff Widumshof auch auf den Pfarrhof übertragen, der dem Geistlichen als wirtschaftliche Grundlage diente.

## Fürstliche Witwensitze
In regierenden Fürstenhäusern wurden umfangreiche Vermögensdispositionen vor der Eheschließung diplomatisch ausgehandelt und vertraglich vereinbart. Zentral war dabei das Wittum, meist als Leibgedinge bezeichnet, also die Gesamtheit aller Nutzungsrechte, die der Frau auf Lebenszeit übertragen wurden, um ihre Versorgung während der Ehe sowie für den Fall ihrer Witwenschaft zu regeln. Während die Morgengabe ein Geschenk darstellte, das der Braut zur persönlichen Verfügung stand, gehörten Wittum bzw. Leibgedinge zur Widerlage, die der Ehemann beizusteuern hatte. Diese erfolgte vor allem durch die Übertragung von Nutzungsrechten an Landgütern, die kontinuierliche Einnahmen versprachen und sicherer waren als etwa eine Kiste Goldmünzen. Dazu gehörte mindestens ein Schloss auf den betreffenden Ländereien als standesgemäße Witwenresidenz, dazu oft auch ein Stadtpalais nahe der Residenz, etwa das Wittumspalais Weimar. Wichtigstes Auswahlkriterium war die Wirtschaftsleistung des Leibgedinges, da fürstliche Witwen über eigene Hofhaltungen mit bis zu 100 Angestellten verfügten. Um 1500 war es üblich, dass Fürstinnen auch zu Lebzeiten ihrer Ehemänner autonome Höfe unterhielten und einen Großteil des Jahres getrennt von ihnen lebten; in diesem Falle änderte sich die Hofhaltung beim Übergang der Fürstin in den Witwenstand kaum.
Die Wittumsgüter lagen oft in größerer Entfernung vom Hof, da die fürstlichen Eigengüter in der Nähe der Residenz für die Versorgung des Hofes benötigt wurden. Gemäß dem Tugendideal der „guten Witwenschaft“ kümmerten sich die Witwen um die wirtschaftliche Entwicklung ihrer Ländereien, um Bildung, Seelsorge und Kirchenbauten; neben karitativen Tätigkeiten förderten sie oft Kunst und Kultur.
Nicht ebenbürtige Ehen wurden als morganatisch bezeichnet, da bei ihnen nur eine Morgengabe anfiel, nicht aber ein für fürstliche Eheschließungen obligatorisches Wittum bzw. Leibgedinge vereinbart wurden.

## Bezeichnung für einen Pfarrhof oder Pfarrpfründe

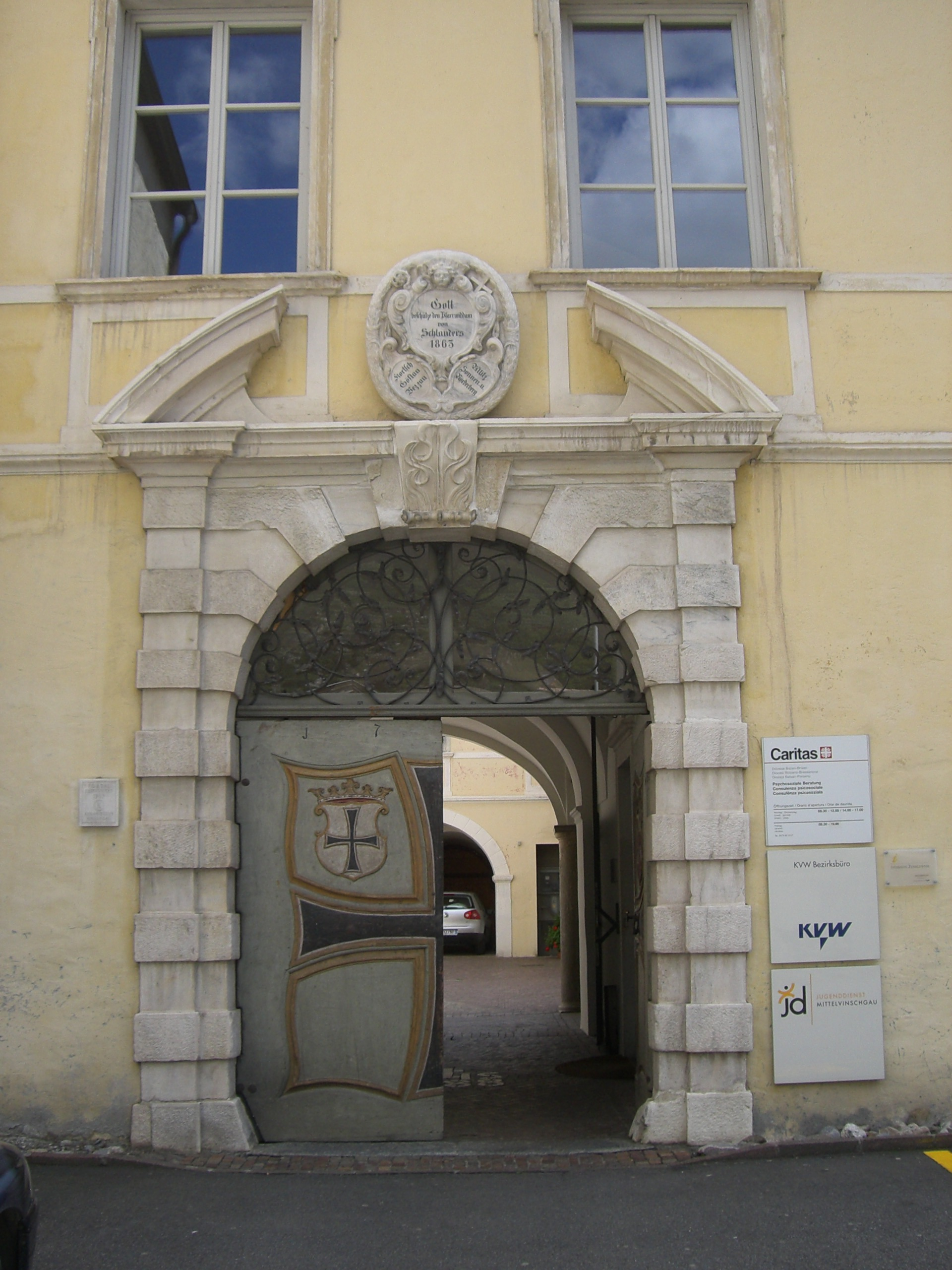
Widum in Schlanders

In Schwaben, Bayern und Tirol ist Widum oder Widdum auch die Bezeichnung für das unbewegliche Vermögen der Pfarrpfründe und insbesondere für das Pfarrhaus. Widumhof genannte landwirtschaftliche Betriebe dienten bis in die Neuzeit der Versorgung von Geistlichen. Widum taucht heute noch in Österreich als Bezeichnung des Wohn- und Wirtschaftsgebäudes einer katholischen Pfarre auf.
Dem entspricht in Norddeutschland das (mittel)niederdeutsche Wedeme (hochdeutsch auch Wiedenhof) und das niederländische w(h)eem, weme ‚Pfarrei, Pfarrhof‘. In Lübeck ist die Wehde der historische Pfarrhof der Marienkirche.
In Livland und in Kurland war im Baltischen Deutsch die Bezeichnung Pastoratswidme gebräuchlich.
- Siehe auch: Liste der Pfarrhäuser & Höfe in Bayern

## Ortsnamenkunde
Die Wurzel ist in Toponymika, Siedlungs- wie Flurnamen, sehr produktiv. Wichtige Verballhornungen sind:
- obd. Wim, Wimm – mit zahlreichen Varianten bis hin zum häufigen Personennamen Wimmer als Herkunftsname, hier kommen beide Ableitungen, aus dem Leibgedinge als Besitz wie aus Pfarrstiftungen, und diese als Lehen weitervergeben, in Frage (außerdem aber wurzelfremd zu wimmrig ‚knorrig‘, und anderes)[8]
- Wieden über mhd. widem[9] (auch eine Etymologie zu Weiden[-bäumen], Wied ‚Au‘ möglich)